# Hanna Kordik

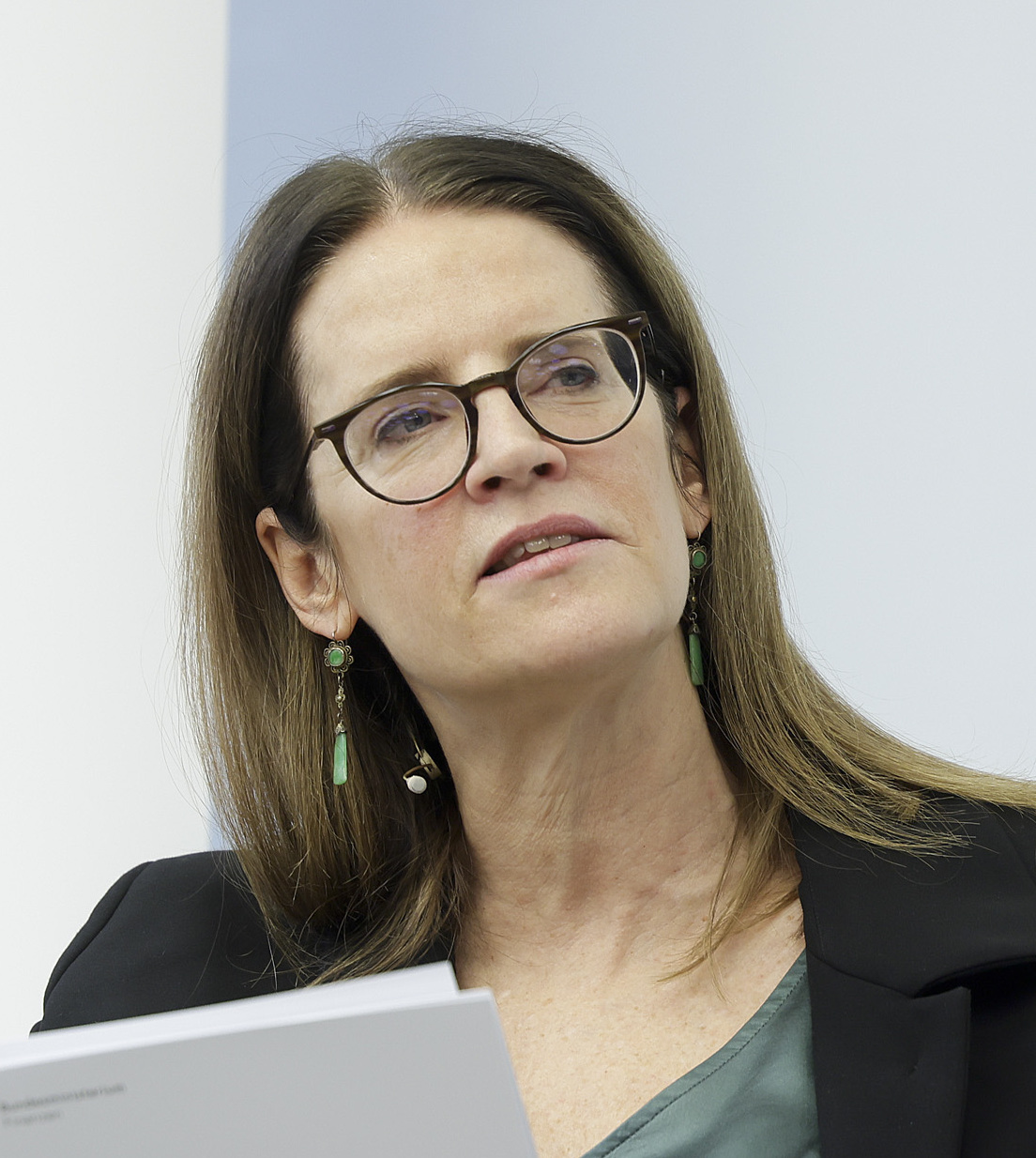
Hanna Kordik (2021)

Hanna Kordik (* 1963 in Washington, D.C.) ist eine US-amerikanisch-österreichische Wirtschaftsjournalistin.

## Leben
Kordik wurde 1963 als Tochter eines Weltbank-Mitarbeiters in Washington geboren. Sie wuchs in den USA, der Elfenbeinküste, in Österreich und Kenia auf. Nach dem Abitur studierte sie Volkswirtschaftslehre an der Wirtschaftsuniversität Wien.
Bereits während des Studiums (Abschluss zur Magistra) arbeitete sie für die Tageszeitung Kurier. 1988 kam sie zum Wirtschaftsressort der Tageszeitung Die Presse. 1993 wechselte sie zur WirtschaftsWoche. Ein 1994 wegen einer Titelgeschichte gegen sie durch den Industriellen Herbert Turnauer angestrengter Prozess hatte strafrechtlich keinen Erfolg und endete zivilrechtlich in einem Vergleich. Ab 1998 arbeitete sie in der Wirtschaftsredaktion des Nachrichtenmagazins profil. 2005 ging sie erneut zur Presse. Seit 2013 leitet sie dort gemeinsam mit Gerhard Hofer das „Economist“-Ressort und ist zuständig für die Kolumne „Kordikonomy“.
Sie ist verheiratet und Mutter von zwei Kindern.

## Auszeichnungen
- 2013: Horst-Knapp-Preis[2]